# Баффало-Геп (Техас)
Баффало-Геп (англ. Buffalo Gap) — місто (англ. town) в США, в окрузі Тейлор штату Техас. Населення — 543 особи (2020).

## Географія
Баффало-Геп розташоване за координатами 32°17′1″ пн. ш. 99°50′5″ зх. д. / 32.28361° пн. ш. 99.83472° зх. д. (32.283578, -99.834594).  За даними Бюро перепису населення США в 2010 році місто мало площу 6,08 км², уся площа — суходіл.

## Демографія
Згідно з переписом 2010 року, у місті мешкали 464 особи в 198 домогосподарствах у складі 117 родин. Густота населення становила 76 осіб/км².  Було 235 помешкань (39/км²).
Расовий склад населення:
| - 95,7 % — білих - 0,9 % — чорних або афроамериканців - 0,2 % — корінних американців - 0,2 % — азіатів - 1,9 % — осіб інших рас |

До двох чи більше рас належало 1,1 %. Частка іспаномовних становила 7,3 % від усіх жителів.
За віковим діапазоном населення розподілялося таким чином: 20,7 % — особи молодші 18 років, 59,3 % — особи у віці 18—64 років, 20,0 % — особи у віці 65 років та старші. Медіана віку мешканця становила 45,0 року. На 100 осіб жіночої статі у місті припадало 87,9 чоловіків;  на 100 жінок у віці від 18 років та старших — 82,2 чоловіків також старших 18 років.
Середній дохід на одне домашнє господарство  становив 53 870 доларів США (медіана — 47 639), а середній дохід на одну сім'ю — 64 060 доларів (медіана — 53 125). За межею бідності перебувало 17,9 % осіб, у тому числі 10,6 % дітей у віці до 18 років та 11,0 % осіб у віці 65 років та старших.
Цивільне працевлаштоване населення становило 166 осіб. Основні галузі зайнятості: мистецтво, розваги та відпочинок — 24,7 %, роздрібна торгівля — 10,2 %, науковці, спеціалісти, менеджери — 9,0 %, публічна адміністрація — 8,4 %.